# La Garde-Adhémar
La Garde-Adhémar is een gemeente in het Franse departement Drôme (regio Auvergne-Rhône-Alpes). De plaats maakt deel uit van het arrondissement Nyons. La Garde-Adhémar is lid van Les Plus Beaux Villages de France. La Garde-Adhémar telde op 1 januari 2022 1.147 inwoners.

## Geografie
De oppervlakte van La Garde-Adhémar bedraagt  27,73 vierkante kilometer; de bevolkingsdichtheid is 40 inwoners per km² (per 1 januari 2019).

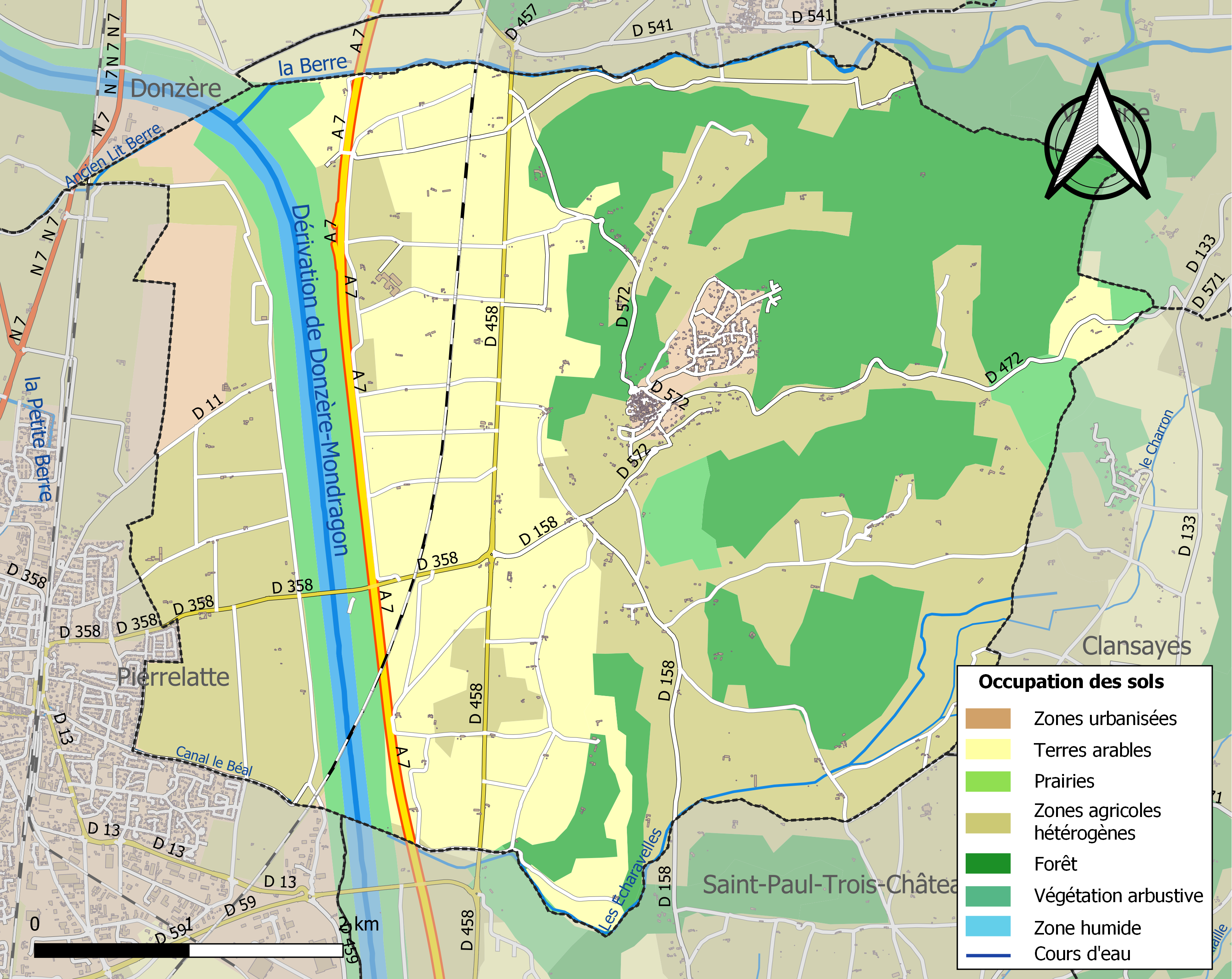
Kaart van de gemeente met belangrijkste infrastructuur, bodemgebruik en omliggende gemeenten

## Demografie
Onderstaande figuur toont het verloop van het inwonertal (bron: INSEE-tellingen).

## Afbeeldingen

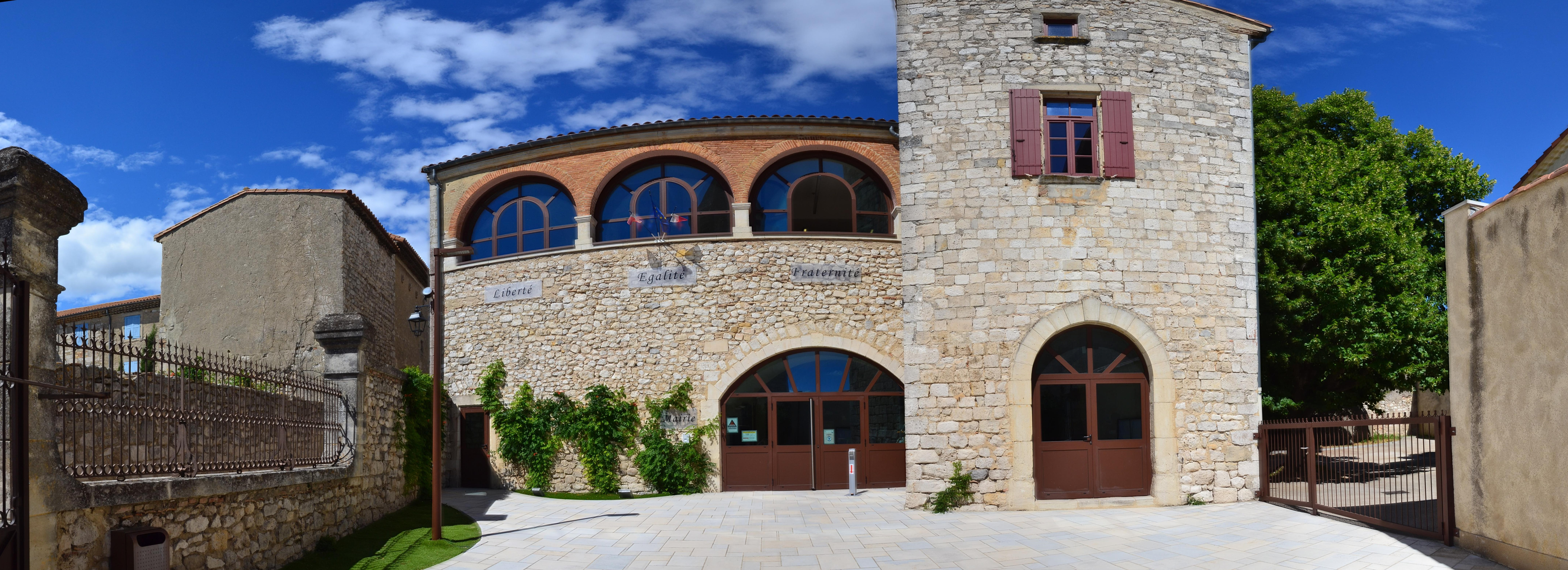
Gemeentehuis
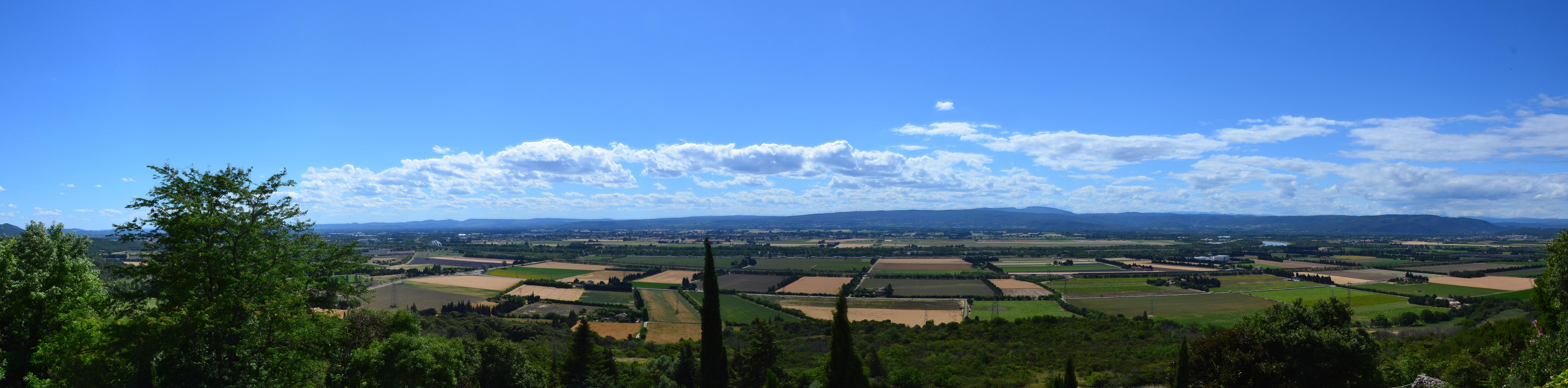
Landschap bij La Garde-Adhémar